# Stalen buispaal
De stalen buispaal is de meest gebruikte paal voor funderingen bij beperkte werkruimte. De paal wordt opgebouwd uit stalen buiselementen die ter plaatse aan elkaar worden gelast. In het eerste buiselement bevindt zich een grindprop. Op deze grindprop valt een heiblok. De buis dient hier zelf als geleiding voor het blok. Wanneer de buis op diepte is, wordt hij afgesneden op de juiste hoogte en gevuld met beton. Het is mogelijk de paal te voorzien van een verbrede voetplaat of een verbrede voet van gewapend beton of een na het indrijven te maken uitgeheide voet. De stalen buispaal is vooral geschikt voor het werken binnen bestaande gebouwen, of bij kleine toegangsopeningen. Doordat de massa van de stalen buispaal veel kleiner is, dan die van een even grote betonpaal, kan met een relatief licht valblok worden volstaan. Daardoor is het trillingsniveau bij stalen buispalen in verhouding lager.